# 氧化银
氧化银（化学式：Ag2O）是对光敏感的棕黑色粉末；加热到100°C时开始分解，放出氧气及銀 ，300°C时会完全分解；微溶于水，但在硝酸、氨水及氰化钾、硫代硫酸钠等溶液中极易分解。用于制取其它银化合物。

## 制备
将碱金属氢氧化物同硝酸银反应，可以得到氧化银。 反应首先生成非常不稳定的氢氧化银，立即分解，得到水和氧化银：
{\displaystyle {\ce {2Ag+ + 2OH- -> 2AgOH -> Ag2O + H2O}}}
洗涤沉淀后，必须在小于85°C烘干，但最后除去氧化银中的少量水非常困难，因为温度升高时，氧化银便会分解。

## 性质

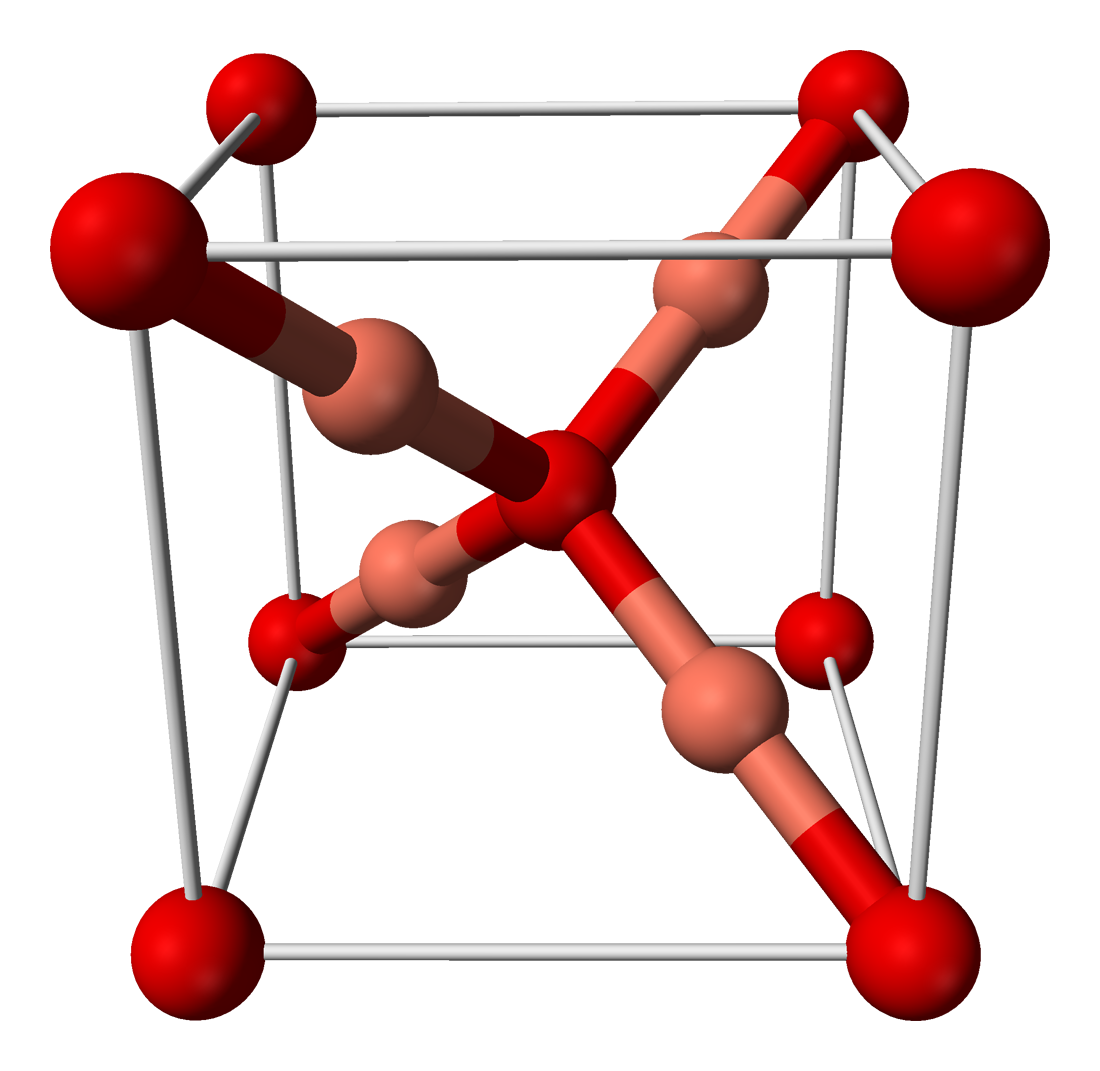
Ag_{2}O 的结构

氧化银是立体的共价聚合物，难溶于大多数溶剂中。 它在水中可略微溶解，生成Ag(OH)2–离子及类似的水解产物。 溶于生成可溶性银盐的酸中，也可与氨水、碳酸铵、氰化钾和氰化钾溶液配合而溶解。与酸反应：
{\displaystyle {\ce {Ag2O + 2HX -> 2AgX + H2O}}}
{\displaystyle {\ce {HX}}}可以是HF、HCl、HBr、HI、HO2CCF3
氧化银与碱金属氯化物溶液反应沉淀出氯化银，并生成碱金属氢氧化物溶液。
它的氨溶液久置后，有时会析出有强烈爆炸性的黑色晶体，可能是氮化银（Ag3N）或亚氮基化银（Ag2NH）。
像许多银的化合物一样，氧化银也对光敏感，并且在280℃以上会出现分解。

## 应用
氧化银是氧化银电池的电极材料。它也是有机合成中的弱氧化剂和弱碱，可与1,3-二取代的咪唑盐及苯并咪唑盐反应生成氮烯，可替代不稳定的配体环辛二烯或乙腈作卡宾转移试剂，合成过渡金属卡宾配合物。 此外，氧化银可在低温和水汽存在下将有机溴化物和氯化物转化为醇类，与碘甲烷连用为甲基化试剂，用于糖类甲基化分析和霍夫曼消去反应中，以及将醛氧化为羧酸。